# Луксембург на Европском првенству у атлетици на отвореном 1938.
Луксембург  је учествовао на 2. Европском првенству у атлетици на отвореном 1938. одржаном у Паризу од 7. до 9. септембра. Репрезентацију Луксембиука представљало је 5 атлетичара  који су се такмичили у 8 мушких дисциплина.
На овим првенству представници Луксембурга нису освојили ниједну медаљо, нити су имали представника у финалу, па их нема ни у табели успешности.

## Учесници
| Бр. | Дисциплина | Мушкарци     | Укупно |
| --- | ---------- | ------------ | ------ |
| 1.  | 400 м      | Чарлс Стајн* | 1      |
| 2.  | 800 м      | Чарлс Стајн* | 0 (1)  |
| 3.  | 1.500 м    | Жан Делож*   | 1      |
| 4.  | 5.000 м    | Жан Делож*   | 0 (1)  |

| Бр. | Дисциплина   | Мушкарци     | Укупно |
| --- | ------------ | ------------ | ------ |
| 5.  | Скок увис    | J Wege       | 1      |
| 6.  | Скок удаљ    | франсоа Мерш | 1      |
| 7.  | Троскок      | франсоа Мерш | 0 (1)  |
| 8.  | Бацање кугле | Жан Вагнер   | 1      |
|     | Укупно (8)   | 5 (8)        | 5 (8)  |

## Резултати

### Мушкарци
| Атлетичар    | Дисциплина   | ЛР   | Квалификације | Квалификације | Полуфинале    | Полуфинале | Финале               | Финале        | Детаљи |
| Атлетичар    | Дисциплина   | ЛР   | Резултат      | Место         | Резултат      | Место      | Резултат             | Место         | Детаљи |
| ------------ | ------------ | ---- | ------------- | ------------- | ------------- | ---------- | -------------------- | ------------- | ------ |
| Чарлс Стајн  | 400 м        |      | РН            | 5. у гр. 32   |               |            | Није се квалификовао | 16. / 16 (17) | [ 1 ]  |
| Чарлс Стајн  | 800 м        |      | РН            | 7. у гр. 2    | 17. / 17 (18) |            | Није се квалификовао |               | [ 1 ]  |
| Жан Делож    | 1.500 м      |      | 4:12.1        | 6. у гр. 2    | 11. / 12 (14) |            | Није се квалификовао |               | [ 1 ]  |
| Жан Делож    | 5.000 м      |      |               |               |               |            | 15:48,0 ЛР           | 11. / 11 (13) | [ 1 ]  |
| J Wege       | скок увис    |      | 1.70 ЛР       | 14. / 14      |               |            |                      |               | [ 1 ]  |
| франсоа Мерш | скок удаљ    | 7.44 | 7,05          | 9. / 13       |               |            |                      |               | [ 1 ]  |
| франсоа Мерш | троскок      |      | 12,93         | 11. / 11      |               |            |                      |               | [ 1 ]  |
| Жан Вагнер   | бацање кугле |      | 13,3          | 12. / 12      |               |            |                      |               | [ 1 ]  |

## Биланс медаља Луксембурга после 2. Европског првенства на отвореном 1934—1938.
|    | ЕП          |   |   |   |   | УП |
| 1. | 1934.—1938. | 0 | 0 | 0 | 0 | 0  |

|                                        | ЕП                                     |                                        |                                        |                                        |                                        |                                        |
| Није било вишеструких освајача медаља. | Није било вишеструких освајача медаља. | Није било вишеструких освајача медаља. | Није било вишеструких освајача медаља. | Није било вишеструких освајача медаља. | Није било вишеструких освајача медаља. | Није било вишеструких освајача медаља. |
| -------------------------------------- | -------------------------------------- | -------------------------------------- | -------------------------------------- | -------------------------------------- | -------------------------------------- | -------------------------------------- |